# Juhani Nuorvala
Juhani Nuorvala est un compositeur finlandais né le 5 décembre 1961 à Helsinki. 

## Biographie
Juhani Nuorvala naît le 5 décembre 1961 à Helsinki. 
Il étudie la musicologie et l'esthétique à l'Université d'Helsinki durant les années 1980, ainsi que la composition sous la direction d'Eero Hämeenniemi à l'Académie Sibelius, dont il sort diplômé en 1991. Il étudie également avec Magnus Lindberg en 1985, Tristan Murail à Paris en 1987 et 1989, et avec David Del Tredici à New York en 1993 et 1994.  
Comme compositeur, une des caractéristiques de Juhani Nuorvala réside dans l'importante variété de ses influences, allant de la microtonalité au minimalisme américain en passant par la musique spectrale, le néoromantisme, la musique pop et la techno. Pour autant, il a fusionné ces divers apports afin de créer un mode d'expression qui lui est entièrement propre. 
Les œuvres de Juhani Nuorvala sont souvent marquées par un mouvement rythmique frénétique. Il compose une musique utilisant des éléments et un matériau qui touchent aussi bien l'esprit que le corps. Il trouve ces éléments non seulement dans la musique classique, ancienne ou contemporaine, mais aussi dans diverses formes de musique populaire urbaine, comme la musique électronique des dance clubs.
Juhani Nuorvala a composé de la musique de chambre, d'orchestre, et électronique. La pièce orchestrale Pinta ja säe (Surface et phrase) a été récompensée à la compétition Vienna Modern Masters en 1991. Le Notturno urbano pour orchestre de chambre (1996), aux résonances de vie urbaine nocturne, dont le thème principal s'inspire de la musique rock, est une de ses œuvres les plus populaires. Son concerto pour clarinette (1998) contient des références au jazz, à la musique de film, au minimalisme et à la techno. La force de l'élément rythmique est aussi présente dans son quatuor à cordes Dancescapes (1992). Son deuxième quatuor à cordes (1997) inclut certaines de ses envolées les plus romantiques et a été arrangé pour orchestre à cordes sous le titre Sinfonietta. Kellarisinfonia (Symphonie de garage, 1995) se ressent des influences du rock et du jazz et se rapproche d'une musique de big band tout en usant d'harmonies atonales. 
Il a depuis créé la musique et le design sonore de nombreuses pièces au Théâtre national de Finlande, comme il a écrit un opéra, Flash, Flash (2005), inspiré de la vie d'Andy Warhol.
Son catalogue de musique de chambre comprend notamment le Prelude and Toccata pour accordéon, ainsi que Boost (2009), pour violoncelle et synthétiseur. Il a composé une œuvre de musique mixte pour la flûte alto, Ruoikkohuhuilu, (Flute of the Seaside Reeds, 2014), avec électronique en temps réel. L'intérêt que porte Juhani Nuorvala pour la microtonalité, et plus particulièrement pour l'intonation juste, s'illustre dans une de ses pièces composées pour l'orgue Fokker : Fanfare and Toccata (2014), en duo avec l'alto.
Sa pièce pour grand orchestre Septimalia (2014) a été commandée et créée par l'Orchestre symphonique de la radio finlandaise.